# David Rozehnal
David Sebastian Klement Rozehnal (Šternberk, 5 de julho de 1980) é um ex-futebolista tcheco que atuava como zagueiro.

## Carreira
Revelado pelo modesto Sigma Olomouc, da República Tcheca, Rozehnal também passou por clubes como Paris Saint-Germain, Newcastle, Lazio, Hamburgo e Lille. Já pela Seleção Tcheca, disputou competições como a Euro 2004, a Copa do Mundo de 2006 e a Euro 2008.
O jogador aposentou-se do futebol em abril de 2018, aos 37 anos.

## Títulos
Brugge
- Supercopa da Bélgica: 2003 e 2004
- Copa da Bélgica: 2003–04
- Campeonato Belga: 2004–05

Paris Saint-Germain
- Copa da França: 2005–06

Lazio
- Copa da Itália: 2008–09

Lille
- Copa da França: 2010–11
- Ligue 1: 2010–11